# Литература Воронежской области
Города Воронежской области упоминаются в летописях, книгах, путеводителях и др. Топонимы Воронежской области, строительство первого регулярного военно-морского флота — темы научных исследований. Название города Воронеж встречается в произведениях известных писателей.

## Первые упоминания Воронежа
Первое упоминание о Воронеже состоялось в 1177 год у Лаврентьевской летописи в связи с битвой владимирских и рязанских князей и побегом Ярополка Рязанского в «Воронож»:
А по Ярополка посла, глаголя Рязанцем: вы имете нашего ворога, али иду к вам. Рязанци же здумаша, рекуше, князь наш и братья наши погыбли в чужем князи, ехавше в Воронеж, яша его сами и приведоша его в Володимерь
 и Никоновская летопись, но с некоторыми дополнениями: 
отбежа бо князь Ярополк Ростиславич в Воронож, и тамо прехожаше от града во град… И тако шедше в Воронож, изымаша его, и ведоша в Володимерь.
Существует ещё один исторический источник в котором возможно упоминается Воронеж. Это мемуары венгерского монаха Юлиана, который был выдающимся путешественником Европы в средние века. Он был на Руси дважды в 1235—1238 гг. При описании войск Батыя он сообщает, что «третья часть остановилась против реки Дона близ замка, также княжества русских» Историки Л. Бендефи, С. А. Аннинский и В. В. Каргалов считают, что речь идет о Воронеже. Некоторые историки предполагают, основываясь на отрывках этих летописей, что Воронеж (Воронож) существовал как поселение ещё в XII столетии. С 1237 года упоминание Воронежа в летописях отсутствует. В 1284 году при описании о расправы татар с населением Курского княжества в летописях опять появляется запись о «Воронежских лесах». Скорее всего, имеется место у реки Воронеж.

## Издательство книг
В 1798 году по инициативе Е. А. Болховитинова и участников возглавляемого им литературного краеведческого кружка в Воронеже была открыта первая в городе типография, в которой в том же году был напечатан сборник русских поэтических произведений «Опыт Воронежской губернской типографии», а в 1799 году — научный труд Е. А. Болховитинова «Историческое, географическое и экономическое описание Воронежской губернии». В начале XVIII века среди разночинцев Воронежа становится популярным распространение рукописных сборников стихотворений и художественной прозы. В 1820-е годы этим увлекались участники литературно-философского кружка при Духовной семинарии, среди которых наибольшую активность проявлял поэт А. П. Серебрянский. Он оказал большое влияние на А. В. Кольцова.
19 июля 1847 года главным редактором единственной в городе газеты «Воронежские губернские новости» стал писатель Александр Степанович Афанасьев. С этого момента в ней начали публиковать документы, очерки и статьи по истории Воронежа. 21 ноября 1853 года в газете было опубликовано стихотворение И. С. Никитина «Русь», которое через некоторое время перепечатала столичная газета «Санкт-Петербургские ведомости».

В 1856 году начали издавать «Памятные книжки Воронежской губернии». Они публиковались до 1917 года. В 1866 году в Воронеже была выпущена первая в городе научная книга, написанная воронежским краеведом, журналистом и общественным деятелем Григорием Михайловичем Веселовским. В 1914 году типография В. Д. Колесникова выпустила книгу известного циркового артиста Анатолия Леонидовича Дурова «В жизни и на арене», состоящая из отдельных очерков. В ней подробно описывается город Воронеж, музей редкостей, устроенный артистом в своём доме и прилегающем к нему участке.
В конце января 2009 года была издана «Воронежская энциклопедия», работа над которой велась более 4 лет. Среди её 328 авторов — 14 докторов и 23 кандидата наук. В честь 200-летия со дня рождения поэта А. В. Кольцова в начале 2010 года был издан сборник «Песни, пословицы и поговорки, собранные А. В. Кольцовым».

## Книги о Воронеже
- В 1891—1894 годы писатель-путешественник Евгений Львович Марков (1835—1903) написал серию путевых очерков о достопримечательных местах Воронежского края, среди которых «Поездка в Дивногорье», «Белогорские пещеры» и другие. Уникальность данных очерков заключается в том, что многие из описываемых автором мест за прошедшее время значительно изменились — что-то разрушено, что-то — пришло в запустение. Например, при строительстве железной дороги в Лискинском районе часть ансамбля Дивногорских див была разрушена и утрачена безвозвратно. Очерки Маркова позволяют нам увидеть эти места такими, какими они были в 1890-х годах.
- Воронеж упоминается в поэзии О. Э. Мандельштама. В 1934—1937 годы за антисталинскую эпиграмму «Мы живём под собою не чуя страны…» поэт отбывал ссылку в Воронеже, где написал сборник стихов «Воронежские тетради». Среди них стихотворение «Пусти меня, отдай меня, Воронеж…».
- В романе А. Н. Толстого «Пётр I» Воронеж упоминается при описании Азовских походов.
- В мемуарах советского авиаконструктора Александра Сергеевича Москалева «Голубая спираль»[10] рассказывается о строительстве на Воронежском авиационном заводе самолётов САМ-5 (Самолёт Александра Москалёва), с помощью которых были поставлены мировые рекорды достижения высоты и дальности полёта. В книге также содержатся сведения о жизни и работе выдающегося конструктора.
- Книга Анатолия Владимировича Жигулина «Чёрные камни» автобиографична. В ней автор описывает создание антисталинской молодёжной организации, которая действовала в Воронеже в 1948—1949 годы[11].
- В повести А. И. Приставкина «Ночевала тучка золотая» Воронеж упоминается как город по пути главных персонажей из Москвы в Грозненскую область.
- В конце января 2009 года была издана «Воронежская энциклопедия»[8], работа над которой велась более 4 лет. Среди её 328 авторов — 14 докторов и 23 кандидата наук.

## Другие книги
- Кригер Л. В. Село Новая Усмань // Новоусманские просторы. Из прошлого в будущее / Под ред. Е. Н. Бунеевой. — Воронеж: Творческое объединение «Альбом», 2008. — С. 48-51. — 80 с. — 2000 экз.